# Bleu d'Auvergne
Cet article concerne un fromage. Pour la race de chien « bleu d'Auvergne », voir Braque d'Auvergne.
Le bleu d’Auvergne est un fromage à pâte persillée fabriqué en France dans le Massif central à partir de lait de vache. Son persillage allant du bleu au bleu noir. Son appellation d'origine bénéficie de protections depuis 1975.
Sa meilleure période de consommation s'étend de juin à décembre.

## Histoire
L'origine du bleu d'Auvergne est lié à celle du bleu de Laqueuille. Elle n'est pas précisément connue, plusieurs versions s'affrontent[Lesquelles ?]. Le portail de l'Association des fromages d’Auvergne (association à vocation promotionnelle et commerciale) affirme par exemple qu'il a été créé au milieu du XIXe siècle à l'ouest de Clermont-Ferrand par un paysan auvergnat qui ensemença du lait caillé avec la moisissure formée sur du pain de seigle puis percée avec une aiguille. 

Le cahier des charges, enregistré à la commission européenne, est moins affirmatif et le donne pour un peu plus ancien : 

« L'origine de ce fromage remonte au début du XIXe siècle, où il était alors fabriqué sur les hautes terres volcaniques du Massif central. Sa réputation s'étend rapidement jusqu'à Paris où en 1879, le chansonnier Francisque Bathol célèbre ses louanges. »

## Protections de l'appellation d'origine
L'appellation d'origine est préservée grâce aux labels Appellation d’origine contrôlée (AOC) depuis 1975 et Appellation d'origine protégée (AOP) depuis 1996.

## Description
Les fourmes se présentent sous la forme de cylindres d’un poids de 2 à 3 kg et d’un diamètre de 18 à 20 cm, d'une hauteur de 9 à 10 cm ou 19 à 23 cm de diamètre, 10 à 11 cm de hauteur.
La teneur en matière sèche doit être de 52 g minimum pour 100 g de fromage. Celle en matière grasse doit être de 50 g pour 100 g de matière sèche.
Le bleu d’Auvergne a une pâte de couleur blanche à ivoire, parsemée de moisissures bleu-vert, et sa fine croûte naturelle fleurie peut présenter des reflets de la même teinte.

## Fabrication

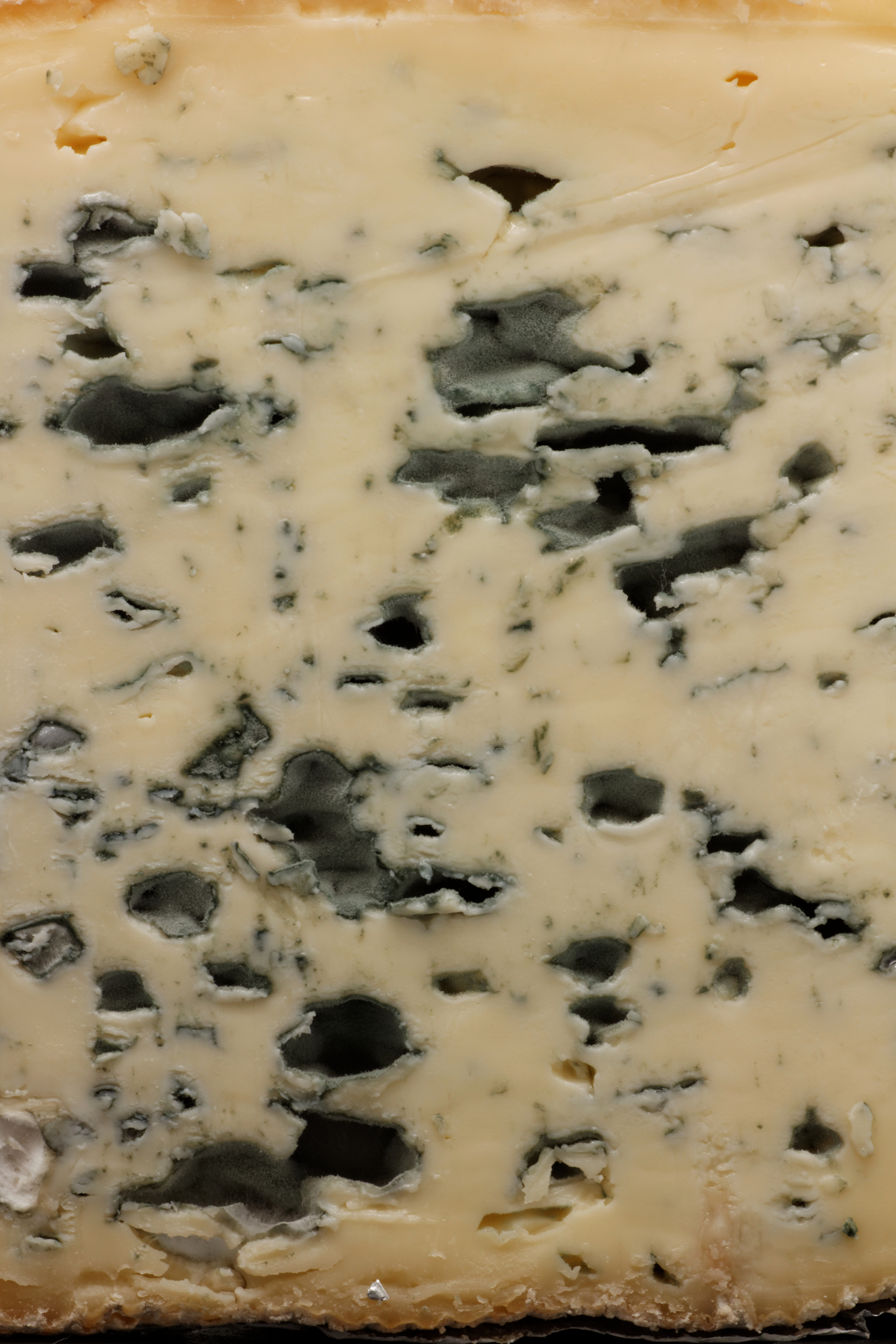
Persillage de la pâte.

En 2018, ce fromage est largement fabriqué en laiteries industrielles (il ne reste qu'une seule production fermière originelle[Laquelle ?]). Les laits crus de vache réfrigérés achetés aux agriculteurs par cette industrie sont souvent pasteurisés avant leur transformation. Cru ou pasteurisé, le lait est mélangé avec du Penicillium roqueforti ou glaucum, qui sera à l’origine du bleu, puis emprésuré. Le lait pasteurisé, dépourvu de la grande diversité du microbiote natif du lait cru, sera réensemencé avec une flore restreinte de micro-organismes de culture. Le caillé, une fois tranché et égoutté, est délicatement brassé pour « coiffer le grain », c’est-à-dire commencer l’égouttage au niveau de chaque grain de caillé. Il est ensuite placé dans des moules où il finit son égouttage. 
Ensuite vient l’étape du salage, qui s'effectue en deux temps : on dépose, sur les faces du fromage puis sur le talon, du sel qui peu à peu pénètre à l’intérieur de la pâte.
Pour se développer, le bleu a besoin d’oxygène ; c’est pourquoi le bleu d’Auvergne est piqué à l’aide d’aiguilles, à son entrée dans la cave, pour favoriser l’aération jusqu’au cœur. En 2018, les aiguilles à tricoter d’autrefois ont depuis longtemps cédé la place à un piquage mécanique qui permet d’obtenir un persillage homogène et surtout un rendement de transformation satisfaisant.
Pendant quatre semaines minimum, les fourmes sont enfin affinées dans des caves fraîches et humides, dans le but d’acquérir, au fil des jours, de l'onctuosité et du goût.
Pour fabriquer un bleu d’Auvergne, il faut :
- 20 à 25 litres de lait ;
- du Penicillium roqueforti ou du Penicillium glaucum pour développer le bleu.

## Production

### Territoires de production laitière et de transformation fromagère

Territoire de l'appellation d'origine du fromage Bleu d'Auvergne

L'aire d'appellation a plusieurs fois changé selon le cahier des charges et les décrets officiels notamment en 1986 et en 2017.
En 2022, elle couvre presque totalement le département du Cantal, et une partie du Puy-de-Dôme, de la Haute-Loire, de l'Aveyron, de la Corrèze, du Lot et de la Lozère.
Liste des communes du département du Cantal : Albepierre-Bredons , Allanche , Alleuze , Ally , Andelat , Anglards-de-Saint-Flour , Anglards-de-Salers , Antignac , Apchon , Arches , Arnac , Arpajon-sur-Cère , Auriac-l'Église , Aurillac , Auzers , Ayrens , Badailhac , Barriac-les-Bosquets , Bassignac , Beaulieu , Besse , Boisset , Bonnac , Brageac , Brezons , Calvinet , Carlat , Cassaniouze , Cayrols , Celoux , Cézens , Chaliers , Chalvignac , Champagnac , Champs-sur-Tarentaine-Marchal , Chanterelle , La Chapelle-d'Alagnon , La Chapelle-Laurent , Charmensac , Chaussenac , Chazelles , Cheylade , Le Claux , Clavières , Collandres , Coltines , Condat , Coren , Crandelles , Cros-de-Montvert , Cros-de-Ronesque , Cussac , Dienne , Drugeac , Escorailles , Le Falgoux , Le Fau , Ferrières-Saint-Mary , Fontanges , Freix-Anglards , Giou-de-Mamou , Girgols , Glénat , Gourdièges , Jaleyrac , Jou-sous-Monjou , Joursac , Junhac , Jussac , Labesserette , Labrousse , Lacapelle-Barrès , Lacapelle-del-Fraisse , Lacapelle-Viescamp , Ladinhac , Lafeuillade-en-Vézie , Landeyrat , Lanobre , Lapeyrugue , Laroquebrou , Laroquevieille , Lascelle , Lastic , Laurie , Laveissenet , Laveissière , Lavigerie , Leucamp , Leynhac , Leyvaux , Lorcières , Lugarde , Madic , Malbo , Mandailles-Saint-Julien , Marcenat , Marchastel , Marcolès , Marmanhac , Massiac , Mauriac , Maurs , Méallet , Menet , Mentières , Molèdes , Molompize , La Monselie , Montboudif , Montchamp , Le Monteil , Montgreleix , Montsalvy , Montvert , Mourjou , Moussages , Murat , Narnhac , Naucelles , Neussargues en Pinatelle , Neuvéglise-sur-Truyère , Nieudan , Omps , Pailherols , Parlan , Paulhac , Paulhenc , Peyrusse , Pierrefort , Pleaux , Polminhac , Pradiers , Prunet , Quézac , Rageade , Raulhac , Reilhac , Rézentières , Riom-ès-Montagnes , Roannes-Saint-Mary , Roffiac , Rouffiac , Le Rouget-Pers , Roumégoux , Rouziers , Ruynes-en-Margeride , Saignes , Saint-Amandin , Saint-Antoine , Saint-Bonnet-de-Condat , Saint-Bonnet-de-Salers , Saint-Cernin , Saint-Chamant , Saint-Cirgues-de-Jordanne , Saint-Cirgues-de-Malbert , Saint-Clément , Saint-Constant-Fournoulès , Saint-Étienne-Cantalès , Saint-Étienne-de-Carlat , Saint-Étienne-de-Chomeil , Saint-Étienne-de-Maurs , Saint-Flour , Saint-Georges , Saint-Gérons , Saint-Hippolyte , Saint-Illide , Saint-Jacques-des-Blats , Saint-Julien-de-Toursac , Saint-Mamet-la-Salvetat , Saint-Martin-Cantalès , Saint-Martin-sous-Vigouroux , Saint-Martin-Valmeroux , Saint-Mary-le-Plain , Saint-Paul-de-Salers , Saint-Paul-des-Landes , Saint-Pierre , Saint-Poncy , Saint-Projet-de-Salers , Saint-Santin-Cantalès , Saint-Saturnin , Saint-Saury , Saint-Simon , Saint-Victor , Saint-Vincent-de-Salers , Sainte-Eulalie , Sainte-Marie , Salers , Salins , Sansac-de-Marmiesse , Sansac-Veinazès , Sauvat , La Ségalassière , Ségur-les-Villas , Sénezergues , Siran , Soulages , Sourniac , Talizat , Tanavelle , Teissières-de-Cornet , Teissières-lès-Bouliès , Les Ternes , Thiézac , Tiviers , Tournemire , Trémouille , Trizac , Ussel , Vabres , Val d'Arcomie , Valette , Valjouze , Valuéjols , Le Vaulmier , Vebret , Védrines-Saint-Loup , Velzic , Vernols , Veyrières , Vézac , Vèze , Vezels-Roussy , Vic-sur-Cère , Vieillespesse , Vieillevie , Le Vigean , Villedieu , Virargues , Vitrac , Ydes , Yolet , Ytrac

Liste des communes du département du Puy-de-Dôme : Aix-la-Fayette , Ambert , Les Ancizes-Comps , Anzat-le-Luguet , Apchat , Arlanc , Augerolles , Aurières , Auzelles , Avèze , Baffie , Bagnols , Bertignat , Besse-et-Saint-Anastaise , Beurières , Bongheat , Bort-l'Étang , La Bourboule , Bourg-Lastic , Briffons , Bromont-Lamothe , Brousse , Bulhon , Ceilloux , La Celle , Ceyssat , Chambon-sur-Dolore , Chambon-sur-Lac , Chaméane , Champagnat-le-Jeune , Champétières , Chapdes-Beaufort , La Chapelle-Agnon , La Chapelle-sur-Usson , Charbonnières-les-Vieilles , Charensat , Charnat , Chastreix , Chaumont-le-Bourg , Cisternes-la-Forêt , Combrailles , Compains , Condat-en-Combraille , Condat-lès-Montboissier , Courpière , Crevant-Laveine , Cros , Culhat , Cunlhat , Domaize , Doranges , Dorat , Dore-l'Église , Échandelys , Égliseneuve-d'Entraigues , Égliseneuve-des-Liards , Églisolles , Escoutoux , Espinchal , Estandeuil , Esteil , Fayet-le-Château , Fayet-Ronaye , Fernoël , La Forie , Fournols , Gelles , Giat , La Godivelle , La Goutelle , Grandrif , Grandval , Herment , Heume-l'Église , Isserteaux , Job , Jumeaux , Labessette , Landogne , Laqueuille , Larodde , Lastic , Limons , Luzillat , Manglieu , Manzat , Marsac-en-Livradois , Mauzun , Mayres , Mazaye , Mazoires , Medeyrolles , Messeix , Miremont , Le Monestier , Mons , Mont-Dore , Montel-de-Gelat , Montfermy , Montmorin , Murat-le-Quaire , Murol , Nébouzat , Néronde-sur-Dore , Neuville , Noalhat , Novacelles , Olby , Olliergues , Olmet , Orcival , Orléat , Paslières , Perpezat , Peschadoires , Peslières , Picherande , Pontaumur , Pontgibaud , Prondines , Pulvérières , Puy-Saint-Gulmier , Queuille , Roche-Charles-la-Mayrand , Rochefort-Montagne , Saillant , Saint-Alyre-d'Arlanc , Saint-Alyre-ès-Montagne , Saint-Amant-Roche-Savine , Saint-Anthème , Saint-Avit , Saint-Bonnet-le-Bourg , Saint-Bonnet-le-Chastel , Saint-Bonnet-près-Orcival , Saint-Clément-de-Valorgue , Saint-Dier-d'Auvergne , Saint-Donat , Saint-Éloy-la-Glacière , Saint-Étienne-des-Champs , Saint-Étienne-sur-Usson , Saint-Ferréol-des-Côtes , Saint-Flour , Saint-Genès-Champanelle , Saint-Genès-Champespe , Saint-Genès-la-Tourette , Saint-Georges-de-Mons , Saint-Germain-l'Herm , Saint-Germain-près-Herment , Saint-Gervais-sous-Meymont , Saint-Hilaire-les-Monges , Saint-Jacques-d'Ambur , Saint-Jean-d'Heurs , Saint-Jean-des-Ollières , Saint-Jean-en-Val , Saint-Jean-Saint-Gervais , Saint-Julien-Puy-Lavèze , Saint-Just , Saint-Martin-d'Ollières , Saint-Martin-des-Olmes , Saint-Nectaire , Saint-Ours , Saint-Pierre-Colamine , Saint-Pierre-le-Chastel , Saint-Pierre-Roche , Saint-Priest-des-Champs , Saint-Quentin-sur-Sauxillanges , Saint-Romain , Saint-Sauves-d'Auvergne , Saint-Sauveur-la-Sagne , Saint-Sulpice , Saint-Victor-la-Rivière , Sainte-Agathe , Sainte-Catherine , Sallèdes , Saulzet-le-Froid , Sauvagnat , Sauvessanges , Sauviat , Sauxillanges , Savennes , Sermentizon , Singles , Sugères , Tauves , Thiers , Thiolières , Tortebesse , La Tour-d'Auvergne , Tours-sur-Meymont , Tralaigues , Trémouille-Saint-Loup , Trézioux , Valbeleix , Valz-sous-Châteauneuf , Vernet-la-Varenne , Le Vernet-Sainte-Marguerite , Verneugheol , Vernines , Vertolaye , Villosanges , Vinzelles , Viverols , Voingt
Liste des communes du département de la Haute-Loire : Ally, Arlet, Autrac, Auvers, La Besseyre-Saint-Mary, Blesle, Bonneval, La Chaise-Dieu, La Chapelle-Geneste, Charraix, Chazelles, Cistrières, Cronce, Desges, Espalem, Ferrussac, Grenier-Montgon, Lubilhac, Malvières, Mercœur, Pébrac, Pinols, Saint-Austremoine, Saint-Cirgues, Saint-Étienne-sur-Blesle, Sembadel, Tailhac
Liste des communes du département de l'Aveyron :  Brommat, Lacroix-Barrez, Mur-de-Barrez, Murols, Taussac,Thérondels
Liste des communes du département de la Corrèze :  Altillac , Auriac , Bassignac-le-Bas , Bassignac-le-Haut , Bort-les-Orgues , Camps-Saint-Mathurin-Léobazel , La Chapelle-Saint-Géraud , Confolent-Port-Dieu , Darazac , Eygurande , Feyt , Goulles , Hautefage , Lafage-sur-Sombre , Lamazière-Basse , Lapleau , Laroche-près-Feyt , Latronche , Laval-sur-Luzège , Liginiac , Margerides , Mercœur , Merlines , Mestes , Monestier-Merlines , Monestier-Port-Dieu , Neuvic , Palisse , Reygade , Rilhac-Xaintrie , Saint-Bonnet-les-Tours-de-Merle , Saint-Bonnet-près-Bort , Saint-Cirgues-la-Loutre , Saint-Étienne-aux-Clos , Saint-Exupéry-les-Roches , Saint-Fréjoux , Saint-Geniez-ô-Merle , Saint-Hilaire-Foissac , Saint-Hilaire-Luc , Saint-Julien-aux-Bois , Saint-Julien-le-Pèlerin , Saint-Pantaléon-de-Lapleau , Saint-Privat , Saint-Victour , Sarroux - Saint Julien , Sérandon , Servières-le-Château , Sexcles , Soursac , Thalamy , Ussel , Veyrières

Liste des communes du département du Lot : Anglars , Bannes , Bessonies , Le Bourg , Le Bouyssou , Cahus , Cardaillac , Cornac , Espeyroux , Frayssinhes , Gorses , Labastide-du-Haut-Mont , Labathude , Lacapelle-Marival , Latouille-Lentillac , Latronquière , Lauresses , Laval-de-Cère , Leyme , Molières , Montet-et-Bouxal , Prendeignes , Sabadel-Latronquière , Saint-Bressou , Saint-Cirgues , Saint-Hilaire , Saint-Maurice-en-Quercy , Saint-Médard-Nicourby , Saint-Perdoux , Saint-Vincent-du-Pendit , Sainte-Colombe , Sénaillac-Latronquière , Sousceyrac-en-Quercy , Terrou , Teyssieu , Viazac
Liste des communes du département de la Lozère : Albaret-le-Comtal, Albaret-Sainte-Marie, Arzenc-d'Apcher, Auroux, Les Bessons, Blavignac, Brion, Chambon-le-Château, Chastanier, Chauchailles, Chaulhac, Cheylard-l'Évêque, Estables, La Fage-Montivernoux, La Fage-Saint-Julien, Fontans, Fournels, Grandrieu, Julianges, Lachamp, Lajo, Langogne, Les Laubies, Luc, Le Malzieu-Forain, Le Malzieu-Ville, Les Monts-Verts, Naussac-Fontanes, Noalhac, La Panouse, Paulhac-en-Margeride, Peyre en Aubrac, Prunières, Ribennes, Rieutort-de-Randon, Rimeize, Rocles, Saint-Amans, Saint-Alban-sur-Limagnole, Saint Bonnet-Laval, Saint-Chély-d'Apcher, Saint-Denis-en-Margeride, Sainte-Eulalie, Saint-Flour-de-Mercoire, Saint-Gal, Saint-Juéry, Saint-Laurent-de-Veyrès, Saint-Léger-du-Malzieu, Saint-Paul-le-Froid, Saint-Pierre-le-Vieux, Saint-Privat-du-Fau, Saint-Symphorien, Serverette, Servières, Termes, La Villedieu.

### Volume de transformation
- 6 197 tonnes de fromage en 2007

## Notoriété
Le bleu d'Auvergne s'exporte non seulement hors de France, mais également d'Europe : si on le retrouve en Espagne, en Europe centrale, et en Russie, il est vendu jusque dans des boutiques new-yorkaises. Il est également célébré tous les ans lors de la grande fête du bleu d'Auvergne de Riom-ès-Montagne aux côtes d'autres fromages bénéficiant d'une AOP.